# Monastère Santa María la Real d'Irache
Le monastère Santa Maria d’Irache (Iratxe en basque) est un monastère bénédictin situé à 3 km au sud-ouest d’Estella (Navarre), sur le Chemin de Saint-Jacques-de-Compostelle.
Il se trouve sur le territoire de la commune d'Ayegui en Navarre.

## Histoire
Mentionné dès 958, le monastère d'Irache, au pied du mont Montejurra, se présente sous la forme d'un vaste quadrilatère flanqué d'une église romane à tour carrée, qui existait sans doute dès l'époque wisigothique.

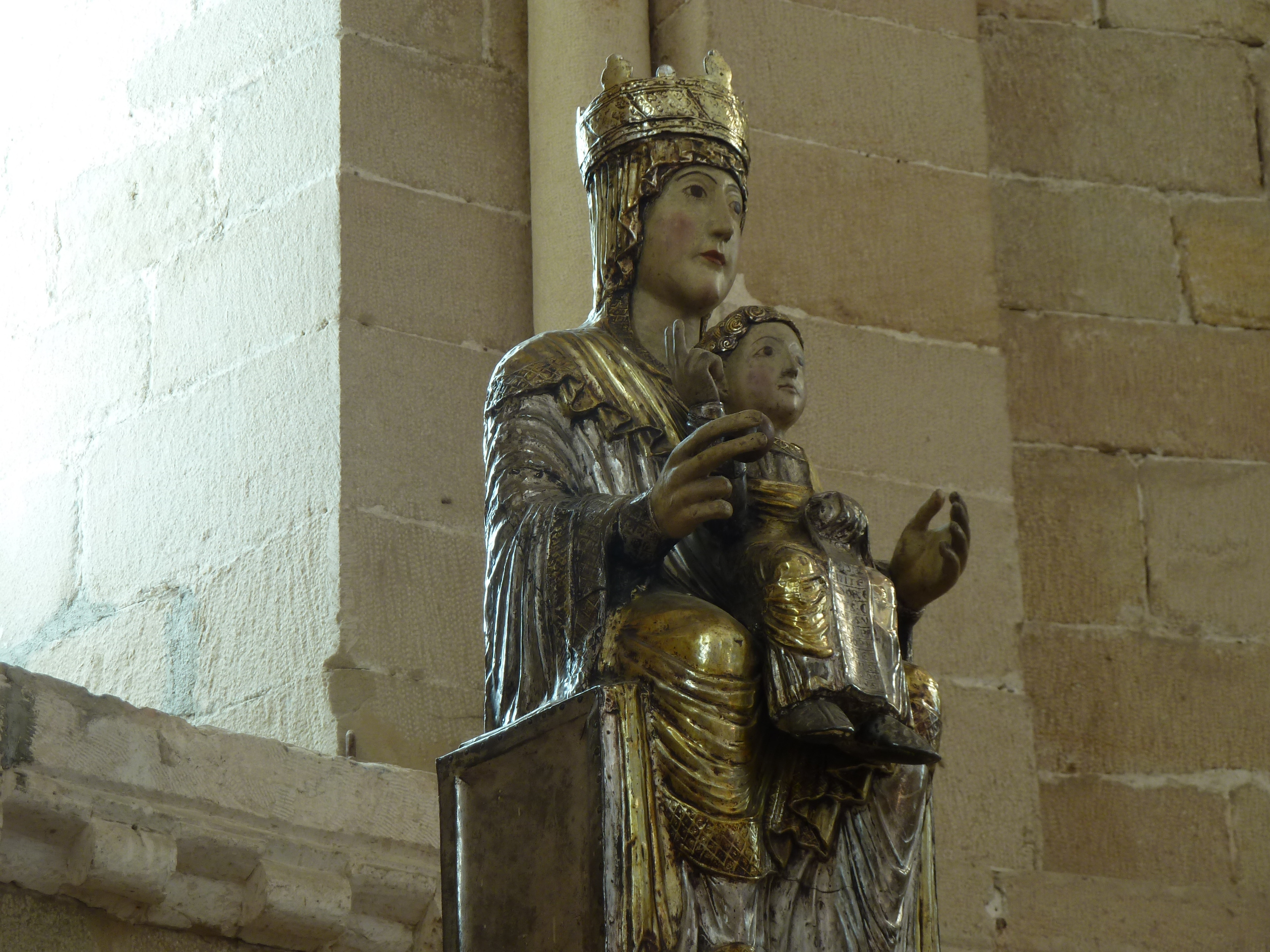
Statue de Santa María la Real de Irache. Copie de l'originale conservée à l'église de Dicastillo.

Sa fondation a dû se produire avec l'avancée de la frontière du royaume de Navarre vers le sud. Son importance s'est accrue tout au long du siècle suivant, quand l'expansion du territoire navarrais jusqu'à la Rioja a placé le monastère sur une importante route de communication. À cette période le monastère était dirigé par l'abbé Veremundo (saint Veremunde (es) ou Veremundo d'Irache, patron du chemin en Navarre, qui a consolidé matériellement et spirituellement l'institution monastique.
L'hôpital, fondé en 1050, par García de Nájera fut le premier en date de Navarre, avant même celui de Roncevaux.
Le monastère abrita à partir de 1569 une université qui, sur le déclin, fut transférée en 1824 à Sahagún.
Il est actuellement en travaux pour être converti en musée ethnologique de Navarre.

## Description des bâtiments

### L’église

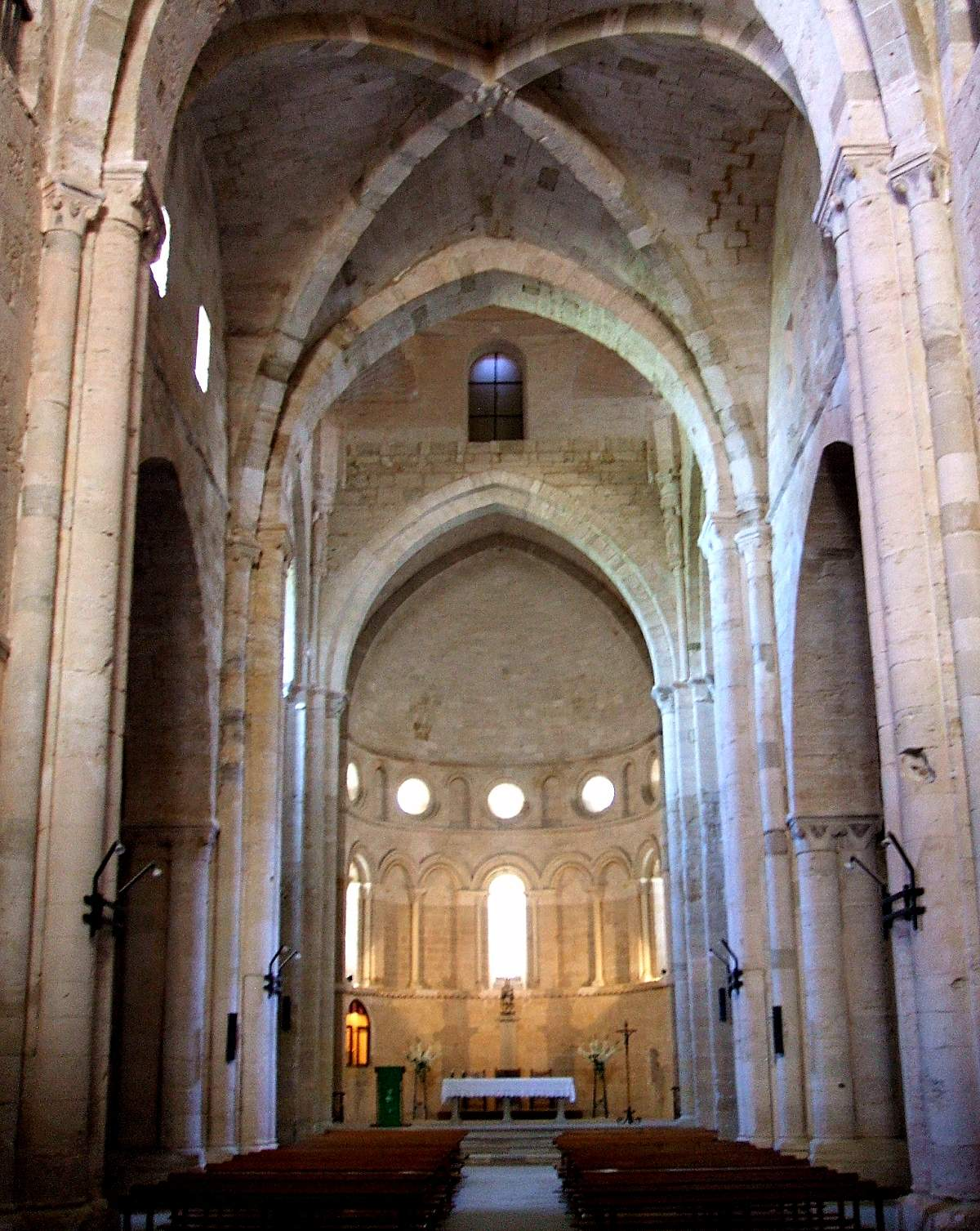
Nef, autel et abside.

Les travaux ont commencé à la fin du XIIe siècle, et se sont poursuivis durant les premières décennies du siècle suivant.
Elle est pourvue d'une abside d'un roman très pur, faisant face à une nef de transition entre le roman et le gothique, dont la croisée d'ogives reste primitive. Quatre grandes statues d'évangélistes ornent la croisée du transept.
À la Renaissance a été ajouté le « coro alto ». La coupole sur trompes a été refaite, et se caractérise par sa proche parenté avec celles des cathédrales de Salamanque et de Zamora.
La façade, comme la plupart des bâtiments conventuels a été reconstruite, au XVIIe siècle.
La statue de Santa María la Real, du XIIe siècle, recouverte d'argent, et le reliquaire plateresque de san Veremundo, abbé d'Irache, ne sont plus là : ils ont été transférés en l'église de Dicastillo, au sud d'Estella, après la loi de desamortización (confiscation des biens de l'Église).

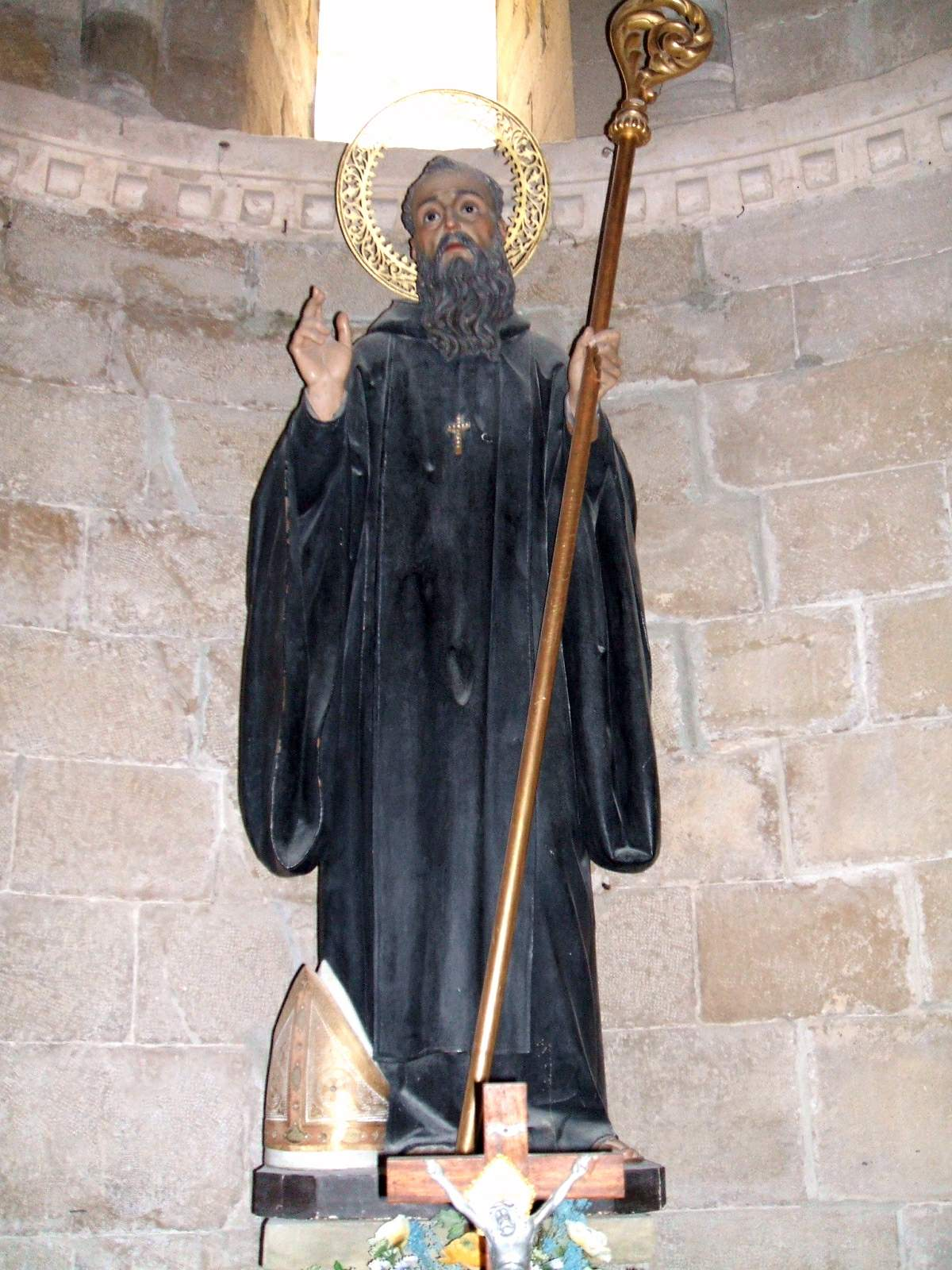
Statue de saint Veremunde.
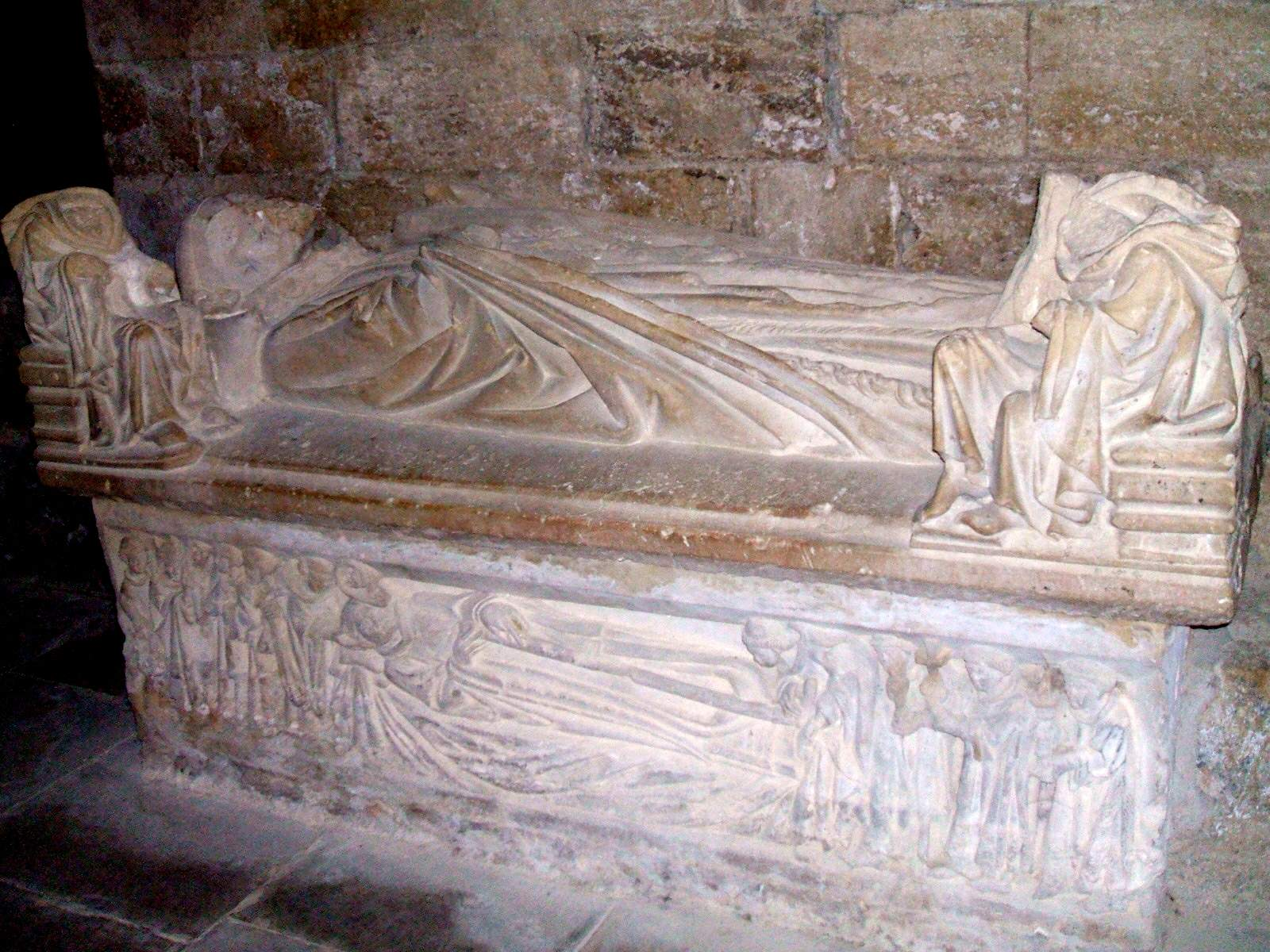
Son tombeau.

### Le cloître

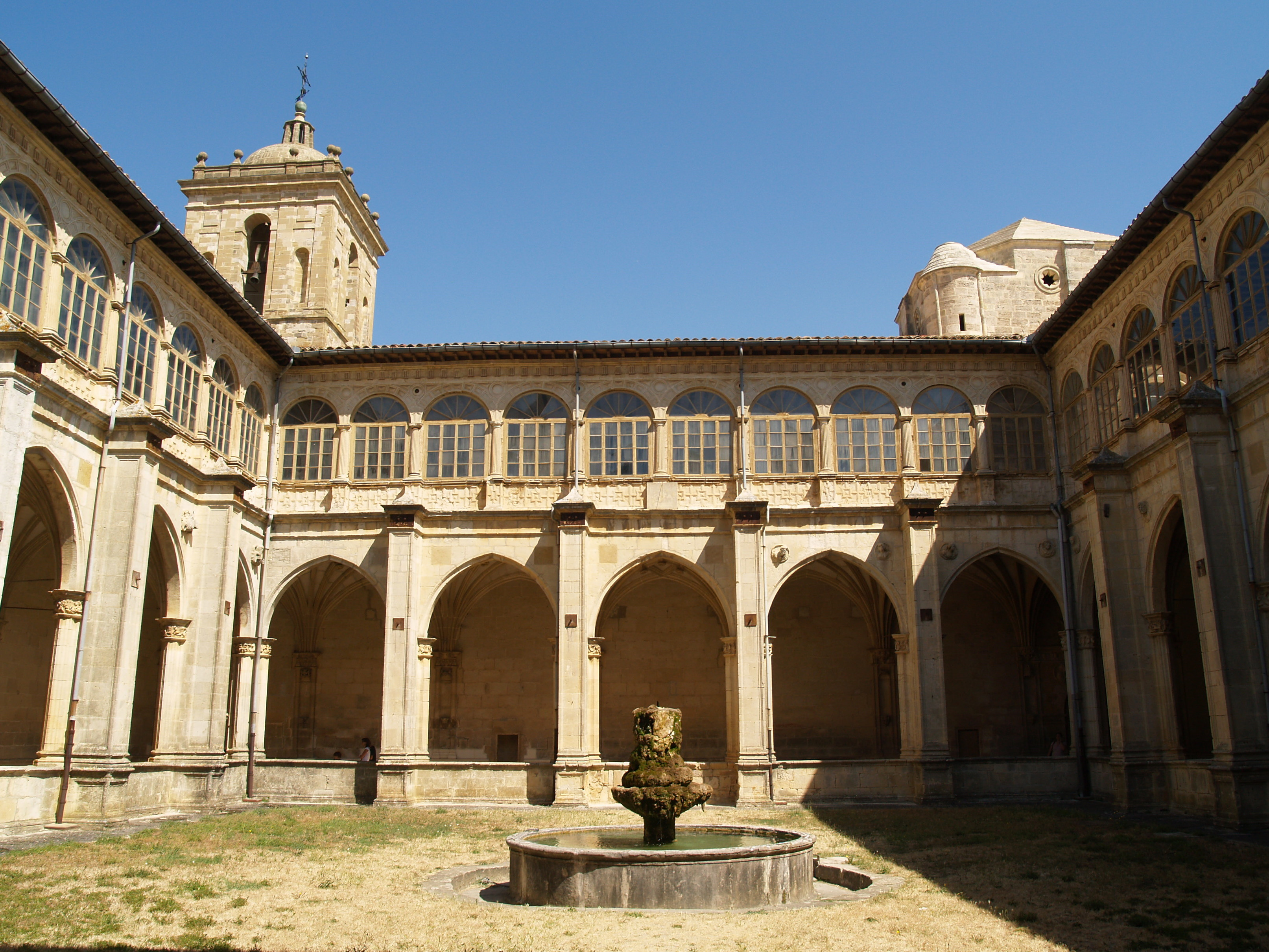
Cloître plateresque du XVIe siècle.

Le cloître fut édifié entre 1540 et 1586.

Il s'agit d'un des meilleurs exemples du style plateresque, selon les plans de Martín de Oyarzábal, tant par son plan que par l'ornementation sculpturale, dans laquelle alternent des scènes religieuses et mythologiques. Il est décoré de culs-de-lampe et de chapiteaux qui relatent la vie du Christ et de saint Benoît.

De la première époque appartient le portail appelé "Especiosa" (1547), et qui met en communication l'église avec le cloître.

## La fontaine à vin

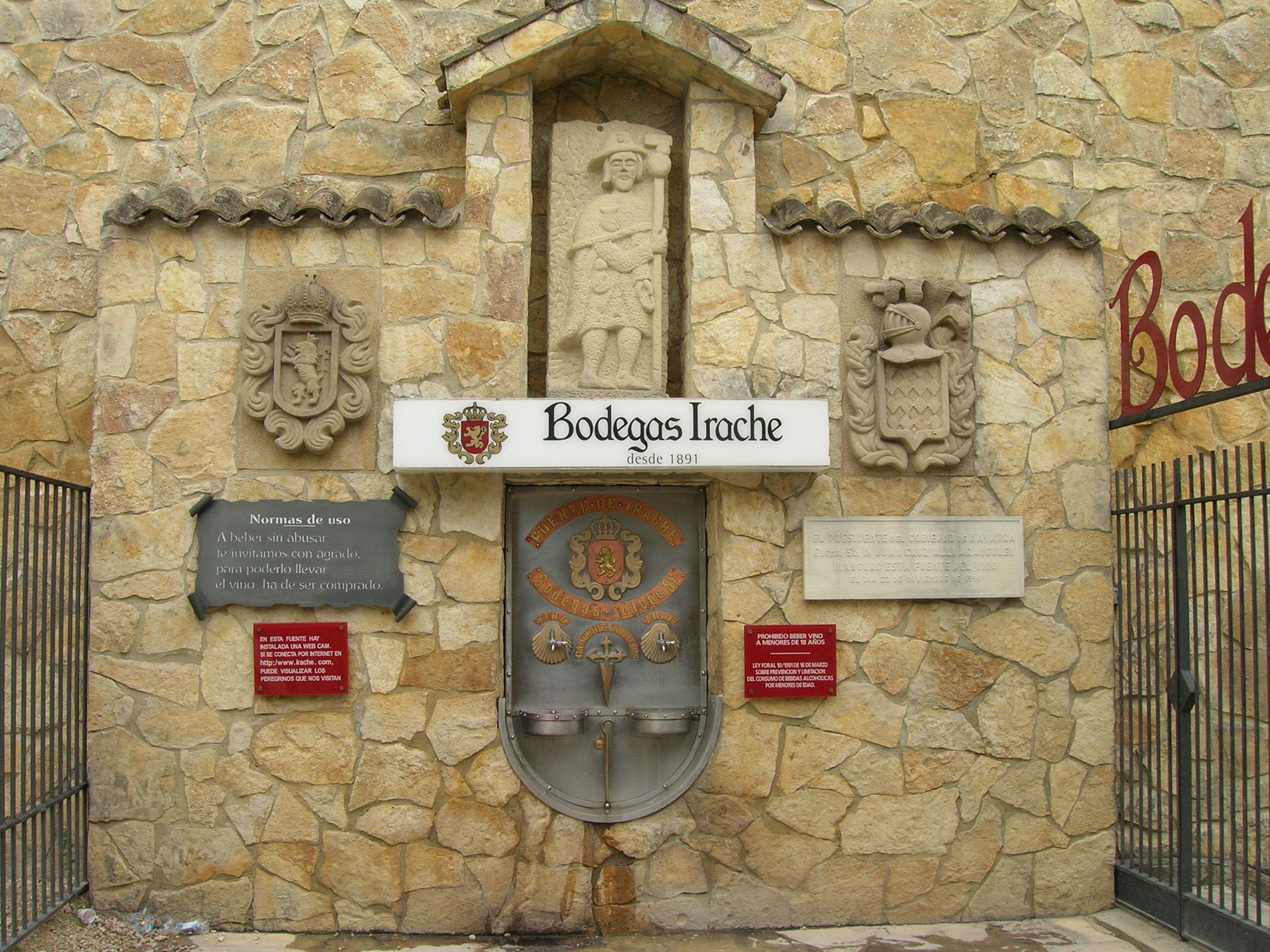
La fontaine à vin d'Irache.

Les viticulteurs locaux, soucieux de leur image et de la promotion des vins de la région, ont installé à la Bodegas Irache, près du monastère, une fontaine à vin permettant aux promeneurs de déguster, avec modération, les crus locaux.

## Pèlerinage de Compostelle
Par le Camino francés du pèlerinage de Saint-Jacques-de-Compostelle, le chemin vient d' Estella.
La prochaine halte est Azqueta puis Villamayor de Monjardín avec l’église San Andrés.

## Source
- (es) Cet article est partiellement ou en totalité issu de l’article de Wikipédia en espagnol intitulé « Monasterio de Santa María la Real de Irache » (voir la liste des auteurs).